# Polskie wojska samochodowe w wojnie polsko-bolszewickiej
Polskie wojska samochodowe w wojnie polsko-bolszewickiej – organizacja i działania wojsk samochodowych w okresie wojny polsko-bolszewickiej.
Wojska samochodowe dysponowały pododdziałami wchodzącymi w skład wojsk operacyjnych. Utworzono 10 dywizjonów samochodowych, składających się z kilku kolumn samochodowych. Dywizjony nie były sztywno podporządkowane poszczególnym armiom. Łącznie w Wojsku Polskim miały znajdować się 63 kolumny samochodowe, w tym 24 kolumny samochodów ciężarowych, 5 samochodów osobowych, 4 samochodów sanitarnych, 4 samochodów pancernych, 3 zapasowe, 2 szkolne i 21 kolumn bliżej nieokreślonych. W skład wojsk samochodowych wchodziły ponadto: 2 oddziały motocyklowe, park samochodowy, pluton samochodowy, rezerwa samochodowa NDWP, 3 składy samochodowe, szkoła kierowców samochodowych i 8 warsztatów.

## Organa naczelne wojsk samochodowych

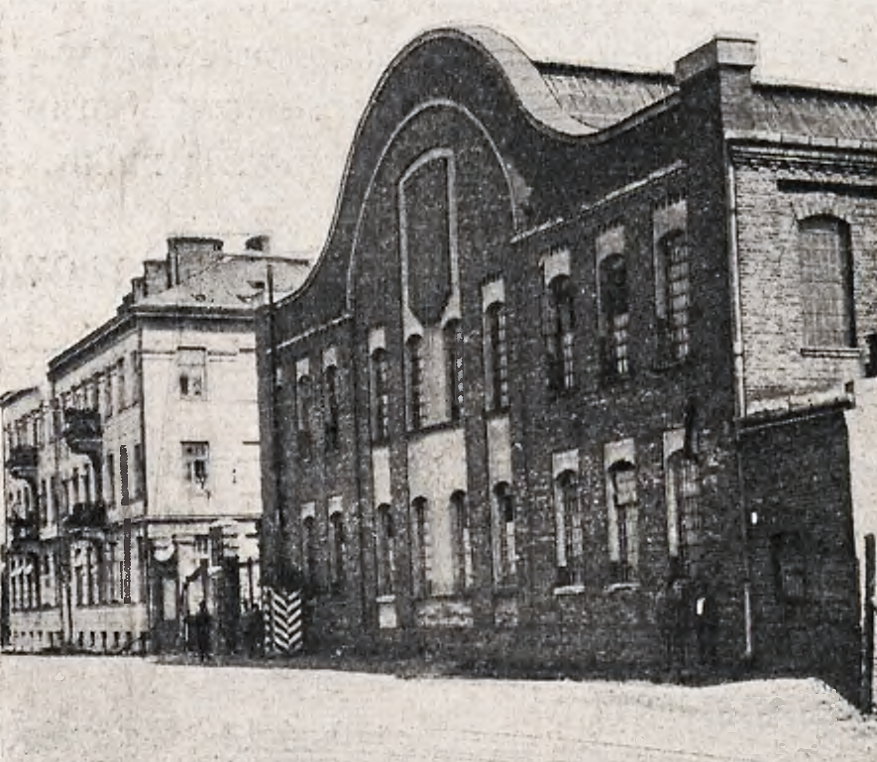
Budynek Centralnych Warsztatów Samochodowych

W początkowym okresie tworzenia struktur Ministerstwa Spraw Wojskowych, ramach Departamentu Technicznego, utworzona została Sekcja Automobilowa, kierowana przez ppłk. Stanisława Stawińskiego. W wyniku reorganizacji, w marcu 1919, wraz z Sekcją Kolejową, Sekcja Automobilowa weszła w skład nowo utworzonego Departamentu Komunikacyjnego, a od maja, już jako Sekcja Samochodowa, umiejscowiona została w Departamencie Techniczno-Komunikacyjnym. Na jej czele stanął mjr Mieczysław Nowicki. Od lutego 1920 Sekcja Samochodowa weszła w skład Departamentu II Wojsk Technicznych.
W czerwcu 1919 w ramach MSWojsk. funkcjonował też Inspektorat Wojsk Samochodowych kierowany przez kpt. Kazimierza Kristmam-Dobrzańskiego, a następnie przez ppłk. Wincentego Podgurskiego. Obie te instytucje zobowiązane były do współdziałania, a ich zakres kompetencji był podobny.
Wojska samochodowe podporządkowane były też Naczelnemu Dowództwu Wojska Polskiego. Do marca 1919 podlegały Sztabowi Generalnemu, a za ich funkcjonowanie odpowiadał Oddział IV Techniczny tej instytucji, a później Oddział IV Kwatermistrzostwa.

## Jednostki wojsk samochodowych

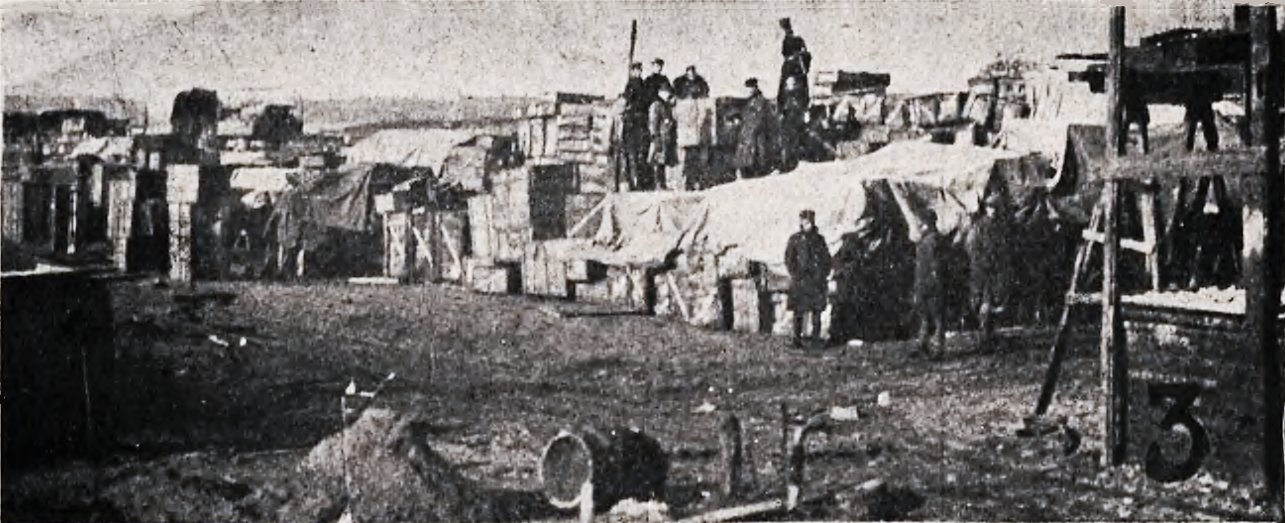
To, z czego powstały Centralne Składy Samochodowe.

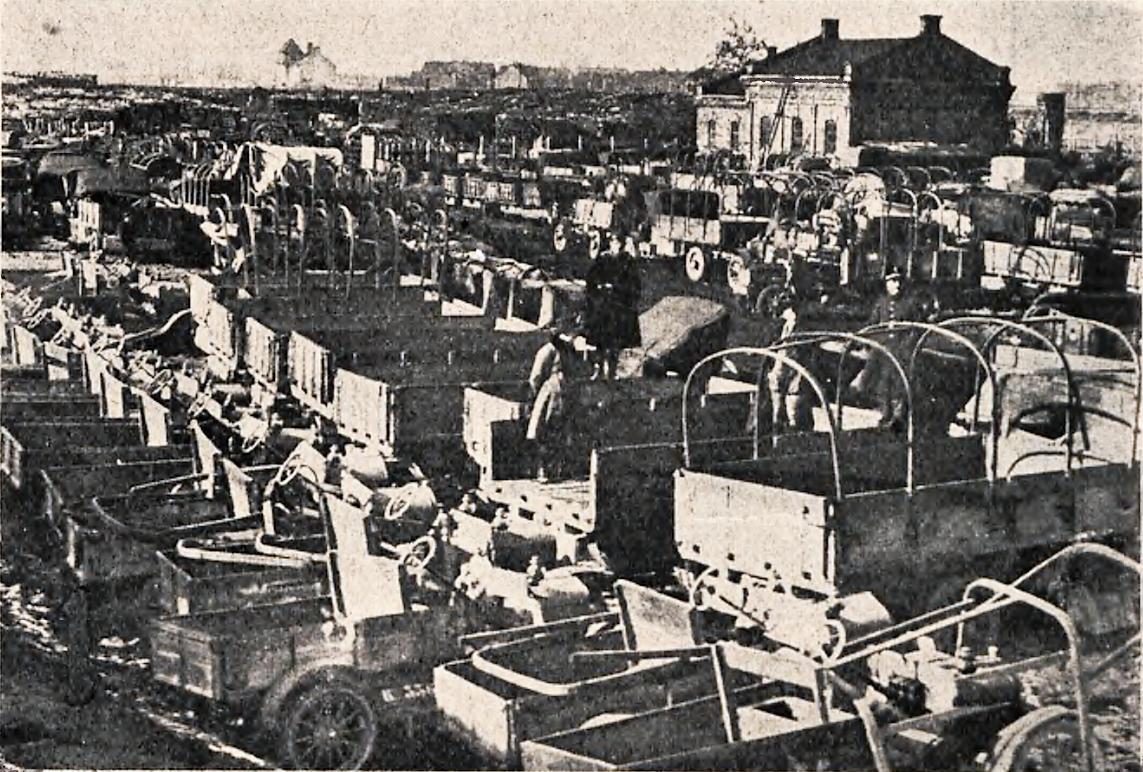
Zapasy zdemontowanego taboru samochodowego

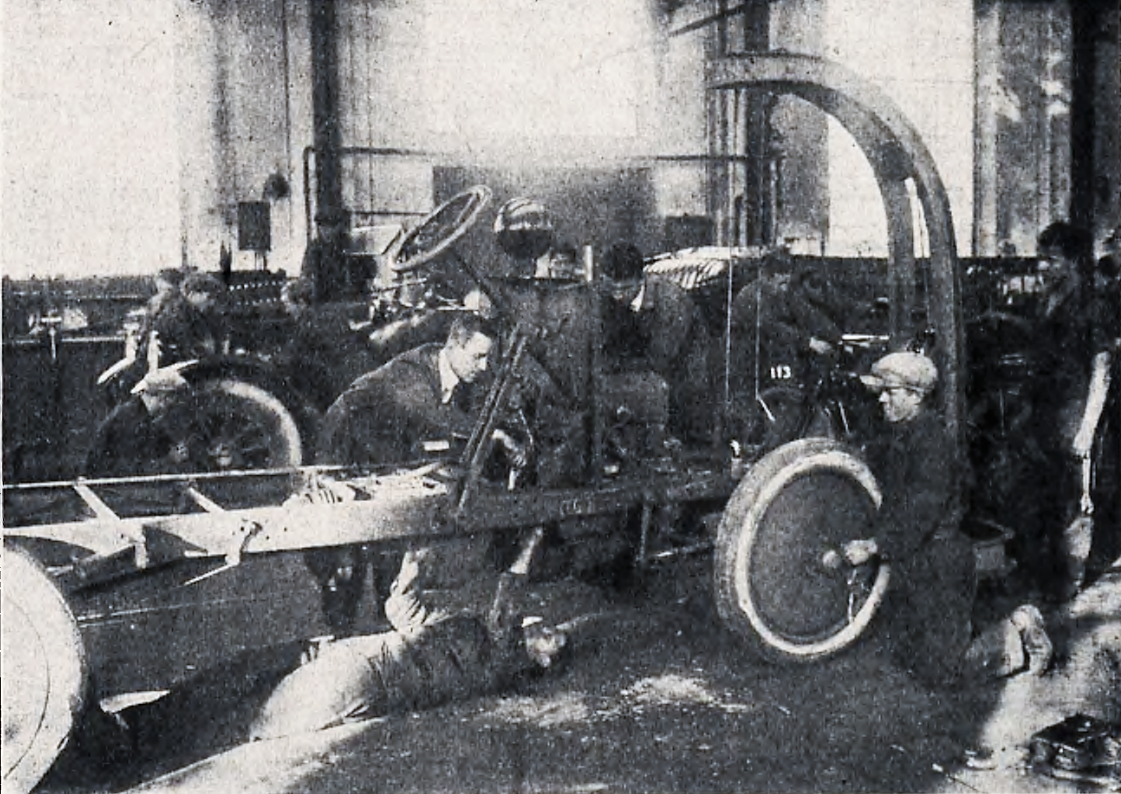
Hala montażowa warsztatów krakowskiego dyonu samochodowego

Pierwsze jednostki samochodowe powstały samorzutnie w pierwszych dniach listopada 1918. W Krakowie powstał Zapasowy Korpus Samochodowy Okręgu Generalnego, we Lwowie Komenda Automobilowa, w Lublinie Park Samochodowy WP, a w Poznaniu Obóz Samochodowy. Wykorzystywano sprzęt i materiały pozostawione przez wojska okupacyjne.
W składzie kwatermistrzostwa frontów funkcjonował Referat Samochodowy, w sztabach armii także Referat Samochodowy, ale umiejscowiony w Oddziale IV. 28 marca 1919  rozpoczęto tworzenie grup samochodowych przy istniejących związkach operacyjnych. Etat przewidywał dowództwo grupy w składzie: 4 oficerów, 2 podoficerów, 4 szeregowych oraz 1 samochód osobowy. Rozkazem z 13 marca 1920 grupy zostały przemianowane na polowe dywizjony samochodowe. Utworzono (6) 10 dywizjonów, ale dopiero 10 sierpnia każda z armii otrzymała dywizjon o numerze odpowiadającemu jej numerowi. Dywizjon posiadał posiadał jedną kolumnę samochodów osobowych do obsługi sztabów, jedną kolumnę sanitarną i pewną liczbę kolumn samochodów ciężarowych oraz Ruchome Warsztaty Samochodowe, Składy Materiałów Pędnych i Części Zamiennych. Łącznie w Wojsku Polskim miały znajdować się 24 kolumny samochodów ciężarowych, 5 samochodów osobowych, 4 samochodów sanitarnych, 4 samochodów pancernych, 3 zapasowe, 2  szkolne i 21 kolumn bliżej nieokreślonych.
W skład wojsk samochodowych wchodziły ponadto 2 oddziały motocyklowe, park samochodowy, pluton samochodowy, rezerwa samochodowa Naczelnego Wodza, 3 składy samochodowe, szkoła kierowców samochodowych i 8 warsztatów.
18 marca 1919 front posiadał zaledwie 28 samochodów osobowych, 101 samochodów ciężarowych, 5 samochodów sanitarnych, ale już 1 stycznia 1920 liczba samochodów na froncie wzrosła już do 438 samochodów osobowych, 796 samochodów ciężarowych, 135 samochodów sanitarnych, 33 samochodów specjalnych i 121 motocykli. Tuż przed demobilizacją wojska samochodowe posiadały 300 samochodów osobowych, 536 samochodów ciężarowych, 104 samochody sanitarne i 196 motocykli.

## Szkolnictwo
Wiosną 1919 przy wszystkich Autonaczelnictwach. powstały tymczasowe szkoły kierowców szkolące żołnierzy na dwumiesięcznych kursach. Każdy kurs liczył około 100 słuchaczy. Do końca 1921 roku szkoły te wyszkoliły około 3000 kierowców. W maju 1919 przy Autonaczelnictwie w Krakowie utworzono 6- tygodniowe kursy dla oficerów wojsk samochodowych, na których wyszkolonych zostało około 100 oficerów. Kurs czwarty odbywał się już w Warszawie, jednak z uwagi na sytuację operacyjną, w lecie 1920 został rozwiązany. Jesienią 1920 zorganizowano Szkołę Podchorążych Wojsk Samochodowych, przeorganizowaną następnie na Obóz Szkolny Wojsk Samochodowych.